# Andrejs Cigaņiks
Andrejs Cigaņiks (* 12. April 1997 in Riga) ist ein lettischer Fußballspieler, der seit 2024 beim Schweizer FC Luzern unter Vertrag steht.

## Karriere
Andrejs Cigaņiks kam 2010 in die Jugend von Skonto Riga in seiner Geburtsstadt. Schon einen Tag nach seinem 16. Geburtstag wurde er erstmals im Herrenbereich eingesetzt, indem er für die zweite Mannschaft von Skonto Riga in einer Zweitliga-Auswärtspartie während der zweiten Halbzeit eingewechselt wurde.
Ein knappes Vierteljahr nach diesem Einsatz wechselte Cigaņiks in die B-Jugend des deutschen Bundesligisten Bayer 04 Leverkusen. Dort spielte er insgesamt drei Jahre. Im Anschluss an seine Jugendzeit verlieh der Verein Cigaņiks an den Viertligisten FC Viktoria Köln. Er kam für diesen zu insgesamt sechs Pflichtspieleinsätzen und erreichte mit der Mannschaft den ersten Platz in der Liga, wobei er sich daran mit einem Tor beteiligte. In den folgenden Aufstiegsspielen scheiterte der FC Viktoria Köln am FC Carl Zeiss Jena; Cigaņiks kam im Rückspiel zu einer Einwechslung. Nach der beendeten Leihe verließ Cigaņiks Bayer 04 Leverkusen und wechselte zur zweiten Mannschaft des FC Schalke 04. Dort kam er in der Oberliga Westfalen zu insgesamt 20 Einsätzen und fünf Toren.
Nach einer Saison wechselte Cigaņiks in die Niederlande zum Zweitligisten SC Cambuur. Er erhielt dort einen Vertrag mit einer Laufzeit für die Saison 2018/19 sowie vereinsseitig der Option auf eine Weiterbeschäftigung für eine weitere Spielzeit. Für Cambuur spielte er am 17. August 2018 erstmals in einem Pflichtspiel beim 2:2-Unentschieden bei der NEC Nijmegen, wobei er über die gesamte Spieldauer aufgeboten wurde. Cigaņiks kam im ersten Saisondrittel beinahe durchgehend sowie meist über die gesamte Spieldauer zum Einsatz und verpasste von den ersten 15 Spielen nur zwei aufgrund von Nominierungen für Länderspiele des lettischen Verbandes. Anschließend verlor er seinen Stammplatz und spielte zwischen November 2018 und März 2019 in elf von 21 möglichen Partien, darunter nur in drei über mehr als 90 Minuten. Der Verein kündigte Ende März an, die Option in Cigaņiks’ Vertrag nicht zu ziehen und diesen zum Saisonende auslaufen zu lassen.

## Persönliches
Cigaņiks wurde im April 1997 in Riga geboren und hat ukrainische Vorfahren. Neben dem Lettischen spricht er ebenfalls Russisch, Deutsch und Englisch. Er verfügt über eine in Deutschland erworbene Fachgebundene Hochschulreife. Nach seinem Wechsel zu Bayer 04 Leverkusen 2013 wohnte er in einer Gastfamilie. Als er 2017 vom FC Schalke 04 für die zweite Mannschaft verpflichtet wurde, gründete er mit seinem Mannschaftskameraden Jānis Grīnbergs (* 1999), der wie Cigaņiks aus der Jugend von Skonto Riga stammt, eine Wohngemeinschaft in Gelsenkirchen-Buer.